# 安德鲁·唐纳德·布思
安德鲁·唐纳德·布思（Andrew Donald Booth，1918年2月11日—2009年11月29日）是一位英国的工程师、物理学家与计算机科学家。

## 生平
他曾领导了用于计算机的磁鼓存储器的研发；此外，他还发明了布斯乘法算法。在1943年到1945年间，布思是英国橡胶生产者研究协会（BRPRA）下辖X射线团队的一名数学物理学家。1945年后，他转职到了伦敦大学的柏贝克学院。

## 家庭
妻子是计算机科学家凯瑟琳·布思。